# لیگ والیبال فنلاند
لیگ والیبال فنلاند (به انگلیسی: Finland Volleyball League)، یک لیگ حرفه‌ای والیبال است. لیگ والیبال فنلاند بالاترین سطح مسابقات باشگاهی والیبال در فنلاند است. نولیکو کاپس با ۸ قهرمانی پرافتخارترین تیم لیگ است.